# Aristaria scortea
Aristaria scortea là một loài bướm đêm trong họ Noctuidae.